# Gotsja Gogritsjiani
Gotsja Gogritsjiani (Georgisch: გოჩა გოგრიჭიანი; Russisch: Го́ча Ла́сикович Гогричиа́ни, Gotsja Lasikovitsj Gogritsjiani) (Soechoemi, 12 augustus 1964) is een voormalig voetballer uit Georgië, die gedurende zijn loopbaan speelde als aanvaller voor onder meer Goeria Lantsjchoeti en Dinamo Tbilisi. Hij beëindigde zijn actieve carrière in 2003 in eigen land bij FK Zjemtsjoezjina, en stapte toen het trainersvak in.

## Interlandcarrière
Gogritsjiani speelde in de periode 1992-1997 negen officiële interlands (twee doelpunten) voor het Georgisch voetbalelftal.
| Interlanddoelpunten | Interlanddoelpunten | Interlanddoelpunten   | Interlanddoelpunten | Interlanddoelpunten | Interlanddoelpunten | Interlanddoelpunten |
| #                   | Datum               | Locatie               | Tegenstander        | Goal(s)             | Uitslag             | Wedstrijd           |
| ------------------- | ------------------- | --------------------- | ------------------- | ------------------- | ------------------- | ------------------- |
| 1                   | 16/11/1994          | Tbilisi, Georgië      | Wales               | 58'                 | 5–0                 | EK-kwalificatie     |
| 2                   | 08/05/1996          | Ioannina, Griekenland | Griekenland         | 15'                 | 2–1                 | Oefeninterland      |